# Дивовижна історія, схожа на казку
«Дивовижна історія, схожа на казку» — радянський художній фільм 1966 року, режисера Бориса Доліна, знятий за мотивами казки Ганса Крістіана Андерсена «Гидке каченя» на студії «Моснаукфільм». Дія перенесена в 1960-ті роки. Фільм знімали в заповіднику «Асканія-Нова». Прем'єра відбулася 27 грудня 1966 року.

## Сюжет
Хлопчик знайшов лебедине яйце і підкинув його в курник. Через деякий час з яйця вилупилося «каченя», яке з самого народження відчувало себе чужим у пташиному суспільстві. Курка, піклуючись про своїх курчат, демонстративно ігнорувала чужака, індики над ним сміялися, річкові качки не помічали. Під час мандрівок каченя підслуховувало, про що говорять між собою птахи. Старий страус розповідав, як в Південній Америці він втік від вершників, прагнучи відвернути їх увагу від маленьких страусенят. Полярний гусак згадував, як на острів Врангеля, де він жив з сім'єю, прийшли орнітологи і стали кільцювати птахів. Кілька разів каченя було на краю загибелі. Попередивши журавлів про наближення лисиці, воно пошкодило крила. Дід-рибалка приніс його, пораненого, в будинок, маючи намір приготувати гусака з яблуками. Перший раз каченя врятувала онука рибалки, другий — доглядач маяка, який вилікував птаха і відпустив її. Змішавшись з лебединою зграєю, каченя не відразу здогадалося, чому його більше не проганяють. Потім побачивши своє відображення у воді воно зрозуміло: він став таким же, як вони, — прекрасним лебедем.

## У ролях
- Олег Жаков — доглядач маяка
- Валентин Маклашин — дід-рибалка
- Олександр Хотоєвич — хлопчик, який знайшов яйце
- Тетяна Антипіна — онука рибалки
- Микола Ростов — епізод
- Віктор Живага — епізод
- Георгій Віцин — авторський закадровий текст

## Знімальна група
- Режисер: Борис Долін
- Сценарій: Борис Долін,  Григорій Ягдфельд
- Оператор:  Едуард Езов
- Композитор:  Олексій Муравльов
- Художник: Михайло Галкін